# Rivarolese Nazionale Liguria 1936-1937
Questa voce raccoglie le informazioni riguardanti la Rivarolese Nazionale Liguria nelle competizioni ufficiali della stagione 1936-1937.

## Rosa
| N. |                   | Ruolo | Calciatore           |
| -- | ----------------- | ----- | -------------------- |
|    | Italia (bandiera) |       | Domenico Abbaneo     |
|    | Italia (bandiera) |       | Angelo Castagnola    |
|    | Italia (bandiera) |       | Eligio Caviglione    |
|    | Italia (bandiera) |       | Renato Cianetti      |
|    | Italia (bandiera) |       | Roviscandro Fedrighi |
|    | Italia (bandiera) |       | Giovanni Grossi      |
|    | Italia (bandiera) |       | Ermanno Lancelotti   |
|    | Italia (bandiera) |       | Giuseppe Lombardo    |

| N. |                   | Ruolo | Calciatore        |
| -- | ----------------- | ----- | ----------------- |
|    | Italia (bandiera) |       | Anelio Matterozzi |
|    | Italia (bandiera) | C     | Carlo Migliaccio  |
|    | Italia (bandiera) |       | Mario Morando     |
|    | Italia (bandiera) |       | Angelo Navone     |
|    | Italia (bandiera) | A     | Giovanni Rebolino |
|    | Italia (bandiera) |       | Gerolamo Robutti  |
|    | Italia (bandiera) |       | Giacomo Savelli   |
|    | Italia (bandiera) |       | Luigi Traverso    |